# 熱血高校ドッジボール部 サッカー編
『熱血高校ドッジボール部 サッカー編』（ねっけつこうこうドッジボールぶ サッカーへん）は、テクノスジャパンより1990年5月18日に発売されたファミリーコンピュータ用ゲームソフト。くにおくんシリーズの一作。
欧米では、テクノスジャパンとの共同制作により、任天堂より『NINTENDO WORLD CUP』として、一部の内容を改変した上で発売された。こちらのグラフィックは基本的にそのままだが、設定がくにおくんシリーズではなくワールドサッカーとなり、各チームが世界代表に変更されている。熱血高校チームは日本代表チームとして、収録されている。

## 概要
『熱血高校ドッジボール部』（1987年）に登場したドッジボール部員がサッカーに挑戦する。サッカーと言っても6対6のチーム編成で、1分30秒ハーフで行われ、基本的に反則は存在せず、普通ならファウルとなるタックルやスライディング、オフサイドポジションにいる選手にパスも許される、ケンカサッカーである。
ゲームデザインは富山徳之。
2007年10月11日よりKDDI EZwebのアプリで、2008年10月7日よりWiiのバーチャルコンソールで、2013年5月22日よりニンテンドー3DSのバーチャルコンソールで、2014年3月19日よりWii Uのバーチャルコンソールにてそれぞれ配信が開始された。

## ゲーム内容

### コンピュータアシストシステム
多くのサッカーゲームとは異なり、プレイヤーは特定のフィールドプレイヤー1人だけしか操作できない。そのかわり、試合中に他のフィールドプレイヤーに指示を送ることによって、攻撃や守備ができる。画面左下のウィンドウに指示を送る選手の顔が表示されるので、それぞれの状況に合わせてAボタンかBボタンを押し指示を送る。これによって、指示を受けた選手から返事が返って来る。返事が「OK」の場合は指示通りのプレイが自動的に行われるが、返事が「ムリ」の場合はプレイは行われない。
なお、ゴールキーパーの操作はコンピュータが総て自動的に行う。

### 必殺シュート
ふつうに敵チームのディフェンダーやゴールキーパーをかわしてシュートを打つ方法もあるが、それでは得点はあまり望めない。敵に止められる事が多いからである。そこで、必殺シュートを打って点を入れることになる。必殺シュートは、このゲームでは必須とも言うべき得点方法である。必殺シュートの方法は以下の通りである。
1. 十字キーニュートラルでA+Bボタン - オーバーヘッドキックで必殺シュート
  - 高い高度で必殺シュートが飛ぶことになる。敵キーパーが防げないことが多いので、後半はこの方法が最も頼りになる。しかし、シュートによっては使えないこともある。尺取りシュートととさがつおしゅーとはこの方法で打っても、ヘディングならびにドリブルで打った時と同じ軌道になる。また、チョモランマシュートは高確率で外すことが多い。
2. 十字キーを左右に入れてA+Bボタン - ヘディングで必殺シュート
  - 地面すれすれで必殺シュートが飛ぶ。ただし、味方ゴールの方向にヘディングすると、自殺点を献上する恐れがある。最初の方は効果抜群だが、後の方になるにつれ簡単にとられることが多い。
3. 一定歩数ドリブルした直後、Bボタン - ドリブル中に必殺シュート
  - 地面すれすれで必殺シュートが飛ぶ。ただし、タイミングがとりづらく、相手にドリブルを止められることも多い。 こうじ、ひろし、たかし、げんえいは3歩分、その他のメンバーは8歩分ドリブルした直後にシュートすれば、必殺シュートになる。この方法も、後半では簡単にとられることが多い。

## ストーリー
弱小チームであった熱血高校サッカー部が、悲願の全国大会出場を果たしたことを記念してサッカー部員たちは寿司を食べに行った。しかし、部員の殆どが食中毒になってしまい、全国大会出場が危ぶまれる。
困り果てたサッカー部員「たかし」とマネージャーの「みさこ」は、スポーツ万能のドッジボール部員たちに代わりに出場してくれるよう、懇願する。
ドッジボール部キャプテンの「くにお」は困っている者を見捨てられない性格で、出場に肯定的だったが、他のメンバーは何やらやりたくなさげ。そこでみさこは「優勝したら{\displaystyle \heartsuit }{\displaystyle \heartsuit }{\displaystyle \heartsuit }{\displaystyle \heartsuit }してあげちゃう」ことを条件にする。それを耳にした途端、ドッジボール部全員のハートに火がつく。

## キャラクター

### 熱血高校サッカー部withドッジボール部
くにお
ご存知熱血硬派でドッジボール部主将。ミッドフィルダー。基本能力はかなり高水準。必殺技は、ナッツシュート。
ひろし
くにおの親友でドッジボール部部員。ディフェンダー。能力はあまり高くない。必殺技は、尺取りシュート。本作ではダウンタウンシリーズに登場するそのかわと同じ顔になっている。
こうじ
ドッジボール部部員。ディフェンダー。緒戦での守備の要。必殺技は、かっくんシュート。
みつひろ
ドッジボール部部員。フォワード。足が速いが、スタミナはあまり無い。必殺技は、ちゃらんぽらんシュート。
しんいち
ドッジボール部部員。フォワード。必殺技のガダルカナルシュートはかなりのスピード。
たかし
唯一食中毒を回避したサッカー部部員。控えのゴールキーパー。必殺技は、ピカピカシュート。当時のテクノスジャパン社員（現アトラス社員）の半谷孝志が名前のモデル。
すすむ
サッカー部部員。第3試合で復帰。「鬼殺しのすすむ」の異名を持つ。体力の高いディフェンダー。必殺技は、チョモランマシュート。
あつし
サッカー部部員。第5試合で「やっほー　あつしくんでーす」と元気に復帰。足の速いフォワード。必殺技は、レトロシュート。家は酒屋。
まさ
サッカー部主将。第8試合で復帰。総合力の高いミッドフィルダー。必殺技は、アトツギシュート。復帰時のコメントから、サッカー部の精神的な支えとなっていることがわかる。『初代熱血硬派くにおくん』でもげんえい共々登場している。
げんえい
サッカー部部員。「虹をもつかむ」と評される天才ゴールキーパー。体力、走力、シュート力、ディフェンス力など最高クラスの実力を持ち、フィールドプレイヤーとしても活躍できる（ただし、復帰は決勝戦になる）。復帰時に「たかし、よくやった!」とたかしを称えるあたり、たかしと仲が良いことも窺える。必殺技はメガドライブシュート。『初代熱血硬派くにおくん』でもまさ共々登場している。
みさこ
サッカー部マネージャー。{\displaystyle \heartsuit }{\displaystyle \heartsuit }{\displaystyle \heartsuit }{\displaystyle \heartsuit }によってサッカー部を救う。軽い性格だが、負けか引き分けたら「{\displaystyle \heartsuit }{\displaystyle \heartsuit }{\displaystyle \heartsuit }{\displaystyle \heartsuit }なんてどうでもいいのね!」と叱咤し、部員たちをひざまづかせる姉御肌なところもある。口癖は「びきびき」。後に『くにおのおでん』『熱血硬派くにおくん すぺしゃる』『熱血硬派くにおくんSP 乱闘協奏曲』など多数の作品に登場し、実写ドラマ版や舞台版でもヒロインを務めた。『新・熱血硬派くにおたちの挽歌』にも同じく「ビキビキ」と発するみさこが登場するが、こちらのみさことはキャラクター設定が大きく異なっている。

### 相手チーム
太字のキャラクターはキャプテン。
第1試合：優秀院付属高校
勉強はバリバリだがサッカーはちょっと…と見た目からしてガリ勉と分かる進学校。全員メガネをかけている。チーム紹介の時には、『四季』風のBGMが流れる。必殺技は"ガリ勉シュート"。ハーフタイムも勉強。
- くもん やすあき
- くにかた
- まるやま

- ひさずみ
- めら
- おおざいけ

第2試合：七福学園高校
仏教系の宗教学校。チーム紹介の時には、『山寺の和尚さん』風のBGMが流れる。選手全員が剃髪している。勝敗にはこだわらずに粘り強くプレイするのがモットーの模様。必殺技は"ツルツルシュート"。ハーフタイムは座禅。
- せんこうじ なおや
- あまぐち
- こせん

- どうみ
- ずいねん
- むりょういん

第3試合：死愚魔高校
全員が元暴走族でリーゼントヘアーをしている。チーム紹介の時には『熱血硬派くにおくん』の2面BGMをアレンジしたBGMが流れる。足はそこそこ速い。必殺技は"ウィリーシュート"。ハーフタイムはダルそうにしながらもボードを使って作戦を練っている。
- さじ しょうご
- かざと
- そうま

- ゆさ
- ゆきざき
- ほしな

第4試合：マタギ学園
その名の通り、マタギの学校。チーム紹介の時はあんたがたどこさ風のBGMが流れる。打たれ強いため、序盤戦でありながらタックルは利かない。必殺技の"ドカン砲シュート"は威力が凄まじい。ハーフタイムは全員でご飯を片手に鍋を囲んでいる。
- いわかべ まこと
- かのう
- つるす

- たかくま
- とりかい
- かのまた

第5試合：吉本工業高校
お笑い芸人志望者の多い高校（校名は吉本興業のパロディー）。パスワークが武器。必殺技はヘディングから繰り出す"ハリセンシュート"。ハーフタイムは全員で大喜利をやっている。
- にへい たかひろ
- さんぺい ひろゆき
- やお

- よろず
- はりき
- えちご

第6試合：江戸華高校
江戸っ子の火消し高校。選手全員が丁髷。必殺技の"べらんめえシュート"はなかなか止まらず、たとえタッチラインを割ってもゴールに向かって突き進んでいく。ハーフタイムも消火活動の訓練を行っている。
- かじ けいいちろう
- しみず こうじ
- みずかみ

- やどり
- みずおち
- みなくち

第7試合：一本釣水産高校
砂地グランドでの試合となる唯一の対戦校。全員が漁師よろしく捻りはちまきをしている。ボールが水面を跳ねる鰹となって進む必殺技の"土佐がつおシュート"が強力。ハーフタイムは、金魚鉢にメンバー全員で釣り糸を垂れている。
- かいずき りょうじ
- さめしま
- かいぶち

- なまこ
- さかな
- めかた

第8試合：恐山商業高校
全員が霊能力者で宝冠を付けている。氷グランドでの対戦校であり、スライディングで滑ってくる。必殺技は"うらめしやシュート"。ハーフタイムは祈祷で、うち2名が空中浮遊している。
- うがじん てるあき
- こうづま
- うんたに

- ふけ
- えんま
- たまやま

第9試合：山本興業高校
ヤクザ予備軍風なガラの悪い高校。チーム紹介の時は極道映画風のBGMが流れる。全員がサングラスをかけている。ボールの奪い合いには強い。必殺技は"きっちりシュート"。ハーフタイムはシノギ。キャプテン「おにたけ」には「やまもと」という派手目な彼女がいる。
- おにたけ まさゆき
- だいこく
- ごんだ

- まるねに
- じんく
- まんべ

第10試合：堀々学園
鉱業の高校と思われる。パスワークが非常に強力。必殺技は地面に潜る"ヒメモグラシュート"。ハーフタイムはつるはしで控え室の床を掘っている。
- ほりばた かずゆき
- にいぼり
- うちぼり

- ほりべ
- あかほり
- ほりうち

第11試合（準決勝戦）：服部学園
伊賀忍者の通う学校。全員髷を結っている。チーム紹介の時には、『忍者ハットリくん』風のBGMが流れる。全チーム中で最速を誇る移動スピードと、キーパーが触れることすらかなわない必殺技"ブーメランシュート"が脅威。おまけにつまづき石を飛び越え、転倒しないという強豪校。しかし、ブーメランシュートは相手ゴールに飛んでいく前にぶち当たると、なぜか味方ゴールに飛んでいき自殺点になるという謎がある。これを利用して得点することも可能。ハーフタイムは忍術の修行。
- よりつね たかゆき
- とびた
- みつ

- あかぼし
- みつさだ
- くわたり

第12試合（決勝戦）：四満忠実業高校
琉球王朝の血を受け継ぐチーム。チーム紹介の時には島唄風のBGMが流れる。早いパス回しから強力な必殺技"バナナワニシュート"を撃ってくる。とにかく打たれ強く、ボールの奪い合いも巧みでキーパーも強力。ハーフタイムは琉球空手の練習。りゅうきゅうシスターズという応援団らしき2人組がいる。
- なかたがり つねを
- たてち
- はなしろ

- てどこん
- へんとな
- ぼら

## 他機種版
| No. | タイトル                                               | 発売日                         | 対応機種                                     | 開発元           | 発売元                  | メディア                                        | 型式                          | 備考                                                                      |
| --- | ------------------------------------------------------ | ------------------------------ | -------------------------------------------- | ---------------- | ----------------------- | ----------------------------------------------- | ----------------------------- | ------------------------------------------------------------------------- |
| 1   | 熱血高校ドッジボール部 サッカー編                      | 1990年10月                     | X68000                                       | SPS              | シャープ                | フロッピーディスク                              | -                             |                                                                           |
| 2   | 熱血高校サッカー部 ワールドカップ編 Nintendo World Cup | 1991年4月26日 1991年6月 1991年 | ゲームボーイ                                 | テクノスジャパン | テクノスジャパン 任天堂 | ロムカセット                                    | DMG-NCJ DMG-NC-USA DMG-NC-NOE |                                                                           |
| 3   | 熱血高校ドッジボール部 CDサッカー編                    | 1991年12月20日                 | PCエンジンSUPER CD-ROM2                      | テクノスジャパン | ナグザット              | CD-ROM                                          | NXCD1005                      |                                                                           |
| 4   | 熱血高校ドッジボール部 PCサッカー編                    | 1992年4月13日                  | PCエンジン                                   | テクノスジャパン | ナグザット              | 4メガビットHuCARD                               | NX92001                       |                                                                           |
| 5   | 熱血高校ドッジボール部サッカー編MD                     | 1992年8月7日                   | メガドライブ                                 | テクノスジャパン | パルソフト              | 4メガビットロムカセット                         | T-74033                       |                                                                           |
| 6   | 熱血高校ドッジボール部 サッカー編                      | 2008年10月7日                  | Wii                                          | テクノスジャパン | アークシステムワークス  | ダウンロード (バーチャルコンソール)             | -                             | ファミリーコンピュータ版の移植                                            |
| 7   | 熱血高校ドッジボール部 サッカー編                      | 2013年5月22日                  | ニンテンドー3DS                              | テクノスジャパン | アークシステムワークス  | ダウンロード (バーチャルコンソール)             | -                             | ファミリーコンピュータ版の移植                                            |
| 8   | 熱血高校ドッジボール部 サッカー編                      | 2014年3月19日                  | Wii U                                        | テクノスジャパン | アークシステムワークス  | ダウンロード (バーチャルコンソール)             | -                             | ファミリーコンピュータ版の移植                                            |
| 9   | くにおくん熱血コンプリート ファミコン編                | 2016年12月8日                  | ニンテンドー3DS                              |                  | アークシステムワークス  | 3DSカード                                       | CTR-P-BKCJ                    | ファミリーコンピュータ版の移植 他シリーズのファミコン10作品との合同収録作 |
| 10  | くにおくん ザ・ワールド 〜クラシックスコレクション〜   | 2018年12月20日                 | Nintendo Switch PlayStation 4 Xbox One Steam |                  | アークシステムワークス  | Switch専用ゲームカード ディスクROM ダウンロード |                               | ファミリーコンピュータ版の移植 他シリーズのファミコン17作品との合同収録作 |

## スタッフ
- プログラマー：とみやまひろこ、熊谷慎太郎、松本康裕
- キャラクター・デザイナー：小山俊明、根立克行
- 背景デザイン：かたぎりまさみち
- サウンド・プログラマー：平沢道也
- 音楽：澤和雄
- マニュアル・デザイン：向井久美子
- ゲーム・デザイン：富山徳之、関本弘之、吉田晄浩

## 評価
ゲーム誌『ファミコン通信」の「クロスレビュー」では合計26点（満40点）、、『ファミリーコンピュータMagazine』の読者投票による「ゲーム通信簿」での評価は以下の通りとなっており、22.16点（満30点）となっている。同誌1991年5月10日号特別付録の「ファミコンロムカセット オールカタログ」では、「ルール無用、乱闘ありの、超過激サッカーゲーム」、「普通とちがった、おもしろいプレイが楽しめる」と紹介されている。
| 項目 | キャラクタ | 音楽 | 操作性 | 熱中度 | お買得度 | オリジナリティ | 総合  |
| 得点 | 4.10       | 3.48 | 3.60   | 3.81   | 3.56     | 3.61           | 22.16 |

## 備考
- シナリオのパスワードは1回試合で負けて、ゲームを続行しないを選ばないと見ることができない。
- 服部学園はダブルドラゴン兄弟こと、服部竜一&竜二の父親が理事長を務める高校で、彼らも冷峰学園に転校するまで在籍していた。冷峰四天王の一人である望月駿の弟・司もこの学校の1年生であったりと以後のシリーズでも何かと登場する。
- ヨーロッパでは『SUPER MARIO BROS. / TETRIS / NINTENDO WORLD CUP』として、本作の欧米版に加えて『スーパーマリオブラザーズ』と『テトリス（任天堂版）』を1本のソフトにカップリングした作品が発売されている。
- ウルグアイのモンテビデオを拠点とするゲーム会社であるBatovi Gamesが開発した、レトロ風サッカーゲーム『Pixel Cup Soccer』は、『熱血高校ドッジボール部 サッカー編』とコナミデジタルエンタテインメントの『実況ワールドサッカー』の影響を受けており、Batovi Gamesは「私たちは日本の文化、日本のゲーム、日本のゲーム開発会社、日本のゲーム業界が大大大好きです」とコメントしている[7]。

## 関連商品
- 熱血硬派くにおくん
- ダウンタウン熱血物語
- 熱血高校ドッジボール部
- くにおくんの熱血サッカーリーグ ※続編